# Тандраджи
Та̀ндраджий (на ирландски: Tóin re Gaoith; на английски: Tandragee) е град в югоизточната част на Северна Ирландия. Разположен е в район Арма на графство Арма на около 40 km югозападно от столицата Белфаст. Имал е жп гара от 6 януари 1852 до 4 януари 1965 г. Архитектурна забележителност за града е замъка Тандраджий Касъл, построен през 1837 г. Има футболен отбор и голфклуб. Населението му е 3486 жители според данни от преброяването през 2011 г.